# Elisa (album)
Elisa is het eerste compilatiealbum van de Italiaanse singer-songwriter Elisa, uitgebracht in 2002.

## Achtergrond
Elisa is een opvolging van het vorige album, Asile's World, bestemd voor de Europese markt. Het werd uitgegeven na het Europese succes van de single Come Speak To Me, de Engelstalige versie van Luce (Tramonti a nord est), het lied dat haar tot de overwinning bracht tijdens het Festival van Sanremo in 2001. Háblame, een Spaanstalige versie van hetzelfde nummer, wordt verschijnt op de Spaanse versie van het album.

## Nummers
| Nr. | Titel                                                 | Schrijver(s)                     | Origineel album    | Duur |
| --- | ----------------------------------------------------- | -------------------------------- | ------------------ | ---- |
| 1.  | Come Speak To Me (Martin Terefe / Michael Brauer Mix) | Elisa Toffoli                    | Asile's World      | 4:20 |
| 2.  | Heaven Out of Hell                                    | Toffoli • Corrado Rustici        | Then Comes The Sun | 4:54 |
| 3.  | Rainbow (Bedroom Rockers Remix)                       | Toffoli                          | Then Comes The Sun | 4:07 |
| 4.  | Fever                                                 | Toffoli • Rustici                | Then Comes The Sun | 4:18 |
| 5.  | Dancing                                               | Toffoli                          | Then Comes The Sun | 5:36 |
| 6.  | It Is What It Is                                      | Toffoli                          | Then Comes The Sun | 3:49 |
| 7.  | Rock Your Soul                                        | Toffoli                          | Then Comes The Sun | 5:03 |
| 8.  | Labyrinth (Michael Brauer Mix)                        | Toffoli • Catherine Marie Warner | Pipes & Flowers    | 5:00 |
| 9.  | Stranger                                              | Toffoli                          | Then Comes The Sun | 3:54 |
| 10. | A Little Over Zero                                    | Toffoli • Rustici                | Then Comes The Sun | 5:30 |
| 11. | Asile's World (Bedroom Rockers Remix)                 | Toffoli • Leonardo Baffuno       | Asile's World      | 3:39 |

Spaanse editie
| Nr. | Titel   | Schrijver(s)                | Origineel album | Duur |
| --- | ------- | --------------------------- | --------------- | ---- |
| 12. | Háblame | Toffoli • Adelmo Fornaciari | -               | 4:20 |

## Hitlijsten
Het album bereikte #84 in de Zwitserse charts.
Singles
- Come Speak To Me (2002) - #70 (Zwitserland), #91 (Nederland), #8 (tip) (België)

## Videoclips
- Come Speak To Me (2002) - Regisseur: Philippe André
- Háblame (2002) - Regisseur: Philippe André